# USS Forrest Sherman (DDG-98)

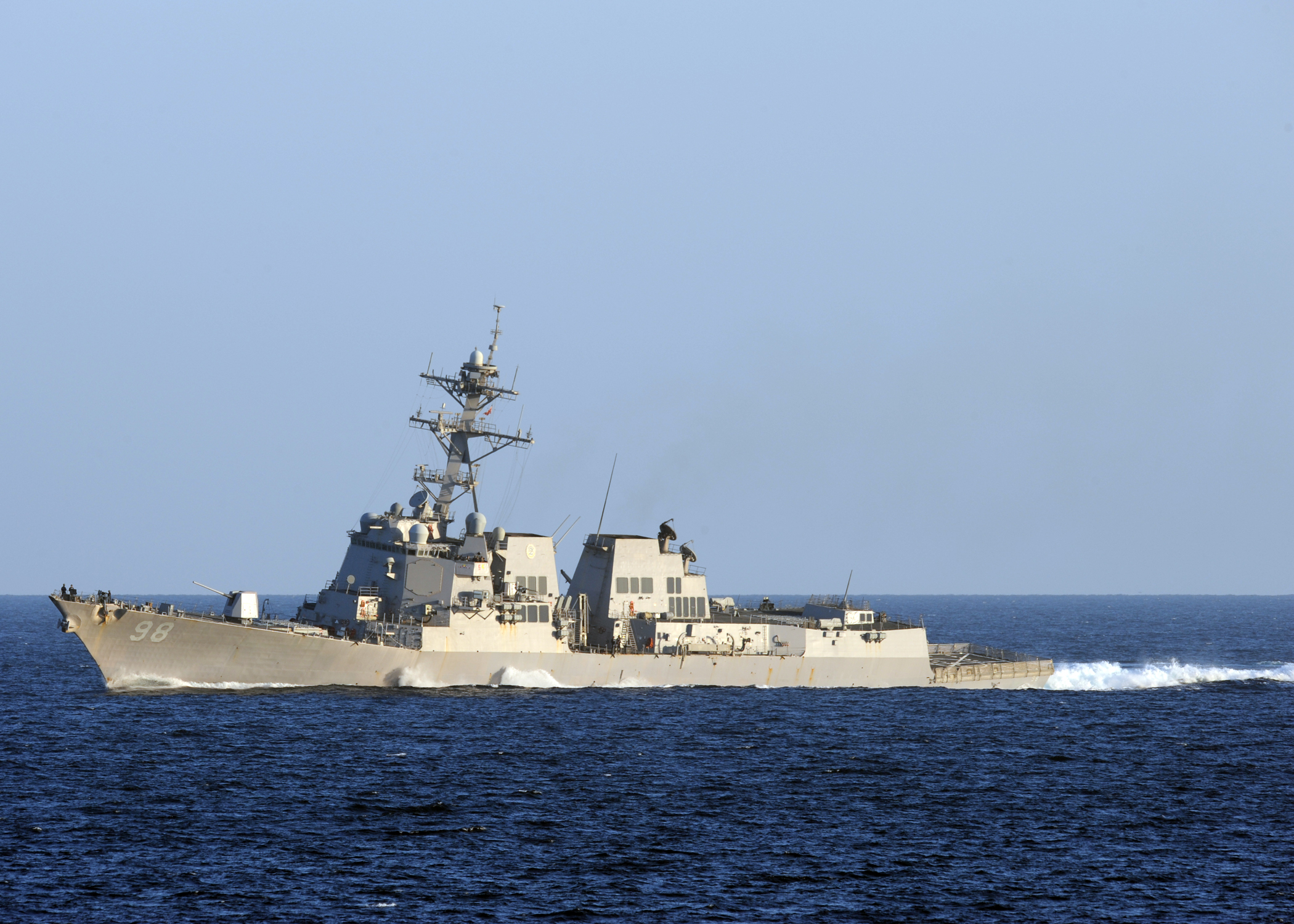
O Forrest Sherman navegando pelo Golfo de Áden, em 2010.

O USS Forrest Sherman é um destroyer da classe Arleigh Burke pertencente a Marinha de Guerra dos Estados Unidos.